# Полезахисна смуга №3
Полезахисна смуга №3 — ботанічна пам'ятка природи місцевого значення. Об'єкт розташований на території Маловисківського району Кіровоградської області.
Площа — 9,4 га, статус отриманий у 1968 році.